# Doupě (okres Jihlava)
Obec Doupě (německy Doupie) se nachází v okrese Jihlava v Kraji Vysočina. Žije zde 104 obyvatel.

## Název
Název se vyvíjel od varianty Daupie (1678, 1718), Daupe (1720), Daupie (1751), Daupie a Daupě (1846) až k podobám Doupie a Doupě v roce 1872. Místní jméno pochází ze slova doupě a znamenalo ves, která leží v místě připomínající doupě (v uzavřeném dole či díře).

## Historie
První písemná zmínka o obci (v telčském urbáři) pochází z roku 1580. Ves Doupě byla od 16. století součástí telčského panství až do roku 1849. Podle vceňovacího operátu žilo roku 1843 v Doupi 148 obyvatel, z toho 72 mužů a 76 žen ve 20 domech a 33 domácnostech. Z nich se živilo 8 zemědělstvím, 4 živnostmi a 1 obojím, vedle 20 nádeníků. Desátky byly odváděny panství Telč a faře tamtéž. Z Doupě se jezdilo na týdenní úterní trhy do Telče.

### Správní začlenění obce od roku 1850
Do roku 1849 bylo Doupě součástí panství Telč v Jihlavském kraji. V letech 1850 až 1855 podléhalo politické pravomoci Podkrajského úřadu v Dačicích a v soudní správě Okresnímu soudu v Telči. Po vzniku smíšených okresních úřadů s politickou a soudní pravomocí bylo v letech 1855 až 1868 podřízeno Okresnímu úřadu v Telči. Když byly roku 1868 veřejná správa a soudnictví opět odděleny, vrátilo se pod politickou pravomoc Okresního hejtmanství v Dačicích, od roku 1919 okresní správy politické a od roku 1928 okresního úřadu tamtéž a v soudnictví pod Okresní soud v Telči.
Po osvobození v květnu 1945 náleželo pod Okresní národní výbor v Dačicích a po územní reorganizaci od přelomu let 1948 a 1949 pod správní okres Třešť a nově vzniklý Jihlavský kraj. Při další územní reorganizaci v polovině roku 1960 se stalo součástí správního okresu Jihlava v Jihomoravském kraji až do zrušení okresního úřadu v Jihlavě koncem roku 2002. Od 1. dubna 1980 do 31. prosince 1991 byla místní částí Telče, od 1. ledna 1992 je samostatnou obcí. Od roku 2003 spadá jako samostatná obec pod pověřený městský úřad v Telči v samosprávném kraji Vysočina.

### Vývoj obce do současnosti
Ve 2. polovině 19. a v 1. polovině 20. století se většina obyvatelstva obce živila zemědělstvím. V roce 1900 byla výměra hospodářské půdy obce 497 ha. Živnosti roku 1911: 1 hostinský, 1 kameník a 1 obchodník se smíšeným zbožím. K roku 1924 se uvádí: lesní revír velkostatku Telč Podstatských-Lichtenštejnů, zpracování kamene, tírna lnu a hospodářství fy F. Foit, živnosti: 1 hostinský, 1 obchodník se smíšeným zbožím, 1 obuvník, 1 švadlena, 7 hospodařících rolníků. Obec byla elektrifikována připojením na síť ZME Brno roku 1931. JZD vzniklo roku 1949, roku 1962 bylo sloučeno do JZD Roštýn Třeštice a to roku 1976 do JZD Roštýn Hodice. Po roce 1945 bylo postaveno: kulturní dům, kravín, haly na zpracování kamene, 4 obytné domy.

## Přírodní poměry
Doupě leží v okrese Jihlava v Kraji Vysočina. Nachází se 4,5 km jižně od Růžené, 2 km jihozápadně od Třeštice a 6,5 km od Hodic, 6 km západně od Sedlejova, 5 km severozápadně od Studnic, 6,5 km severně od Telče, 4,5 km severovýchodně od Vanova a 2 km od Vanůvku a 5 km od Řásné a 3 km východně od Řídelova. Geomorfologicky obec leží na rozmezí Křižanovské vrchoviny a Javořické vrchoviny a jejich podcelků Brtnická vrchovina a Jihlavské vrchy, v jejichž rámci spadá pod geomorfologické okrsky Třešťská pahorkatina a Řásenská vrchovina. Průměrná nadmořská výška činí 593 metrů. Nejvyšší bod, Vyštěnec (688 m n. m.), leží v severní části obce. Vsí protéká Třešťský potok, na němž se rozkládá Doupský rybník. Západně od Doupěte se do Třešťského potoka ze severu vlévá bezejmenný potok, na němž leží v katastru obce leží rybník Kokšovka.

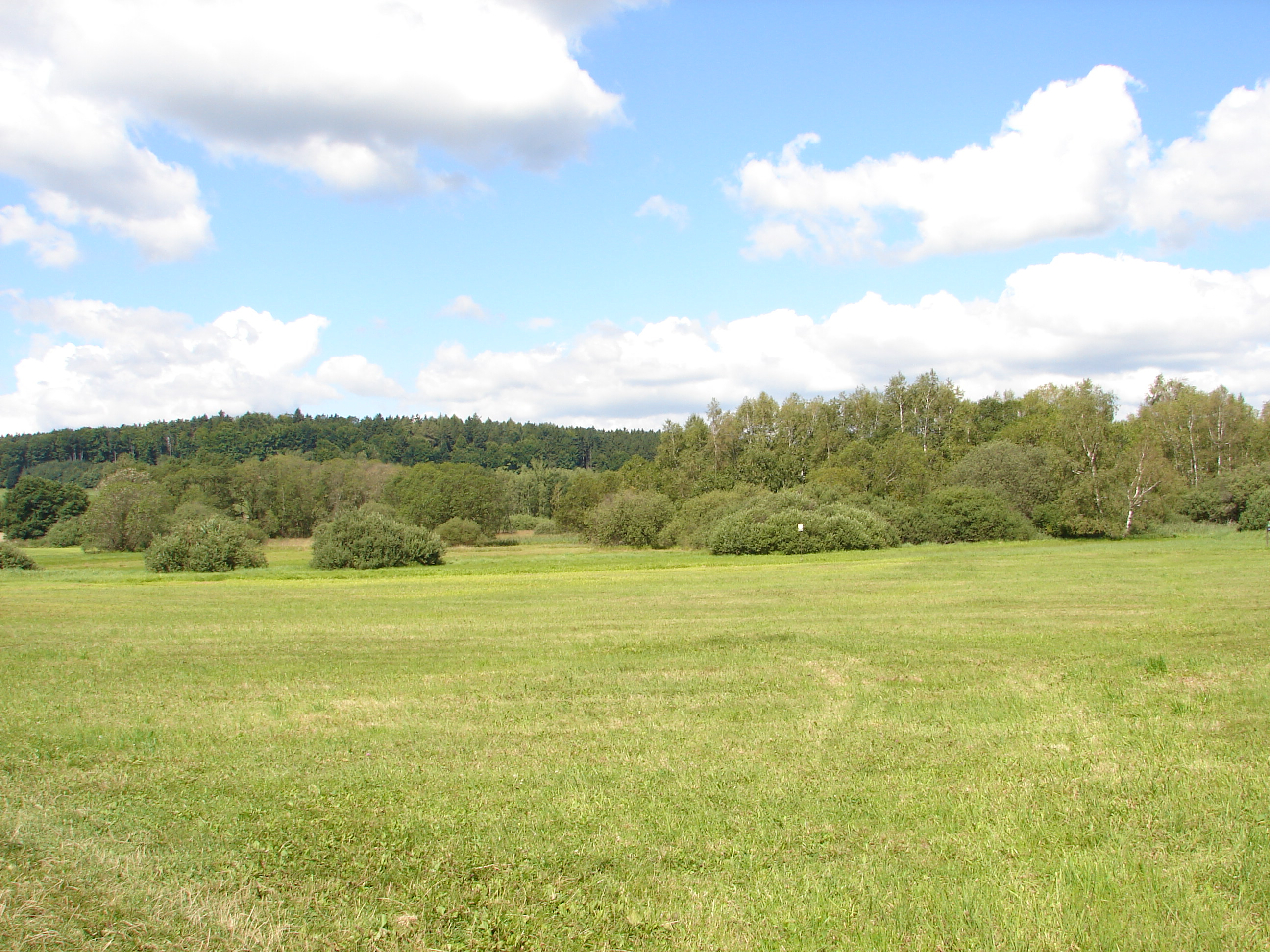
Přírodní rezervace Doupský a Bažantka

Západně od obce se rozkládá evropsky významná lokalita Šilhánky, kde žije kuňka ohnivá. Dále se zde nachází evropsky významná lokalita a přírodní rezervace Roštýnská obora, kde žije netopýr černý. Další evropsky významná lokalita a přírodní rezervace se nazývá Doupský a Bažantka, která je chráněná pro přirozené eutrofní vodní nádrže s vegetací typu Magnopotamion nebo Hydrocharition a ohrožený rostlinný druh Nuphar pumila. Památná 37metrová douglaska tisolistá roste na okraji lesní školky u hradu Roštejn, její stáří bylo v roce 1994 odhadováno na 130 let.

## Obyvatelstvo
Podle sčítání 1930 zde žilo v 42 domech 270 obyvatel. 270 obyvatel se hlásilo k československé národnosti. Žilo zde 268 římských katolíků a 1 evangelík.
| Rok            | 1869 | 1880 | 1890 | 1900 | 1910 | 1921 | 1930 | 1950 | 1961 | 1970 | 1980 | 1991 | 2001 | 2011 |
| Počet obyvatel | 160  | 163  | 174  | 191  | 207  | 209  | 270  | 165  | 143  | 148  | 107  | 83   | 87   | 102  |

## Škola
Roku 1788 zde byla zřízena náboženským fondem škola, k níž byly přiškoleny Řídelov, Studnice, Třeštice a Vanůvek. Původně se učilo v soukromém domě, roku 1805 byla postavena škola, roku 1882 přestavěna a rozšířena na dvoutřídní. V 70. letech 20. století byla škola zrušena a žactvo převedeno do Telče a Třeště.

## Obecní správa a politika
Doupě je členem Mikroregionu Telčsko a místní akční skupiny Mikroregionu Telčsko.
Obec má sedmičlenné zastupitelstvo, v jehož čele stojí starosta Otto Christián.
| Období    | Voliči | Účast v % | Mandáty | Výsledky | Starosta       |
| --------- | ------ | --------- | ------- | -------- | -------------- |
| 2006–2010 | 83     | 89,16     | 7       | 7 SNK I  | Otto Christián |
| 2010–2014 | 81     | 70,37     | 7       | 7 SNK I  | Otto Christián |
| 2014–2018 | 84     | 75,00     | 7       |          | Otto Christián |

## Hospodářství a doprava
V obci sídlí firmy KERAMICKÉ CENTRUM DOUPĚ o.p.s. a EcoPal, s.r.o. Obcí prochází silnice III. třídy č. 11262 z Třeštic do Vanůvku. Dopravní obslužnost zajišťují dopravci ICOM transport a Radek Čech - Autobusová doprava. Autobusy jezdí ve směrech Jihlava, Telč, Mrákotín, Studená a Jindřichův Hradec. Obcí prochází cyklistické trasy č. 16 z Růžené do Vanůvku a č. 5123 do Třeštic a žlutě značená turistická trasa z Roštejna do Volevčic.

## Pamětihodnosti
- Boží muka před vesnicí
- Hrad Roštejn s přilehlou zahradou a zbytky opevnění. V roce 1915 hrad vyhořel, a do poloviny 50. let 20. století byl stavebně obnovován. Nyní je součástí Muzea Vysočiny v Jihlavě.

## Zajímavosti
- V okolí obce se natáčely filmy Z pekla štěstí a Dům U Zlatého úsvitu.